# Institut luxembourgeois de la normalisation, de l'accréditation, de la sécurité et qualité des produits et services
 (avril 2022).
 (avril 2022).
Si vous disposez d'ouvrages ou d'articles de référence ou si vous connaissez des sites web de qualité traitant du thème abordé ici, merci de compléter l'article en donnant les références utiles à sa vérifiabilité et en les liant à la section « Notes et références ».
L'ILNAS (Institut luxembourgeois de la normalisation, de l'accréditation, de la sécurité et qualité des produits et services) est une administration publique luxembourgeoise placée sous l'autorité du ministre de l'Économie.

## Historique
L'ILNAS est créé en 2008 en tant qu'administration sous la tutelle du Ministre de l'économie.
Il est réorganisé en 2014 et 2017.

## Organisation
L'ILNAS est composé de six départements : 
- Organisme luxembourgeois de normalisation
- Département de la confiance numérique
- Office luxembourgeois d'accréditation et de surveillance (OLAS)
- Département de la Surveillance du marché
- Bureau luxembourgeois de métrologie
- Département du budget et de l’administration

Il est certifié ISO 9001:2015 (système de management de la qualité) pour les activités en lien avec la normalisation, la confiance numérique et les processus « support », ISO IEC 17011 pour les activités de l'OLAS et ISO IEC 17020 pour la métrologie légale.

## Missions
(avril 2022).

### Normes et normalisation
- Exécuter la stratégie normative et les politiques en matière de normalisation définies par le Ministre ayant l'Economie dans ses attributions ;
- Coordonner l'élaboration des normes et autres documents normatifs nationaux avec les acteurs socio-économiques luxembourgeois ;
- Transposer et publier des normes et autres documents normatifs élaborés par les organismes européens de normalisation ;
- Centraliser et mettre à disposition les normes nationales, européennes et internationales ;
- Représenter le Grand-Duché de Luxembourg auprès des organismes européens (CEN, CENELEC, ETSI) et internationaux (ISO, IEC, ITU) de normalisation ainsi que dans l’association RNF ;
- Créer et dissoudre des comités techniques de normalisation nationaux ;
- Promouvoir la normalisation technique et assurer la formation continue en matière de normalisation ;
- Faciliter les interactions entre le monde de la recherche et celui de la normalisation.

Il est soutenu par l’Agence pour la normalisation et l’économie de la connaissance.

### Accréditation et notification
- Accréditer des organismes d’évaluation de la conformité ;
- Désigner des organismes notifiés ;
- Gérer un registre des organismes d’évaluation de la conformité accrédités ;
- Organiser les audits des bonnes pratiques de laboratoire au niveau national ;
- Représenter le Luxembourg auprès des organismes européens (EA) et internationaux (IAF, ILAC) d’accréditation.

### Confiance numérique
- Surveiller des prestataires de services de confiance ;
- Surveiller des prestataires de services de dématérialisation ou de conservation ;
- Gérer et mettre à jour la liste de confiance des prestataires de services de certification.

### Surveillance du marché
- Vérifier la conformité des produits fabriqués non alimentaires en vente sur le marché national ;
- Réaliser des essais relatifs à la sécurité électrique, la compatibilité électromagnétique, la conformité des jouets, les machines et la sécurité générale des produits.

### Métrologie
- Métrologie légale
  - Organiser et réaliser, sur le territoire national la surveillance métrologique des instruments de mesure réglementés ainsi que de leur utilisation et des méthodes de mesurage appliquées ;
  - Promouvoir et veiller à une application correcte et uniforme du système international d’unités de mesure (SI) et des autres unités légales ;
  - Représenter le Luxembourg auprès des organismes européens et internationaux de métrologie légale (OIML, WELMEC).
- Métrologie industrielle
  - Mise en place d’un laboratoire d’étalonnage dans les domaines « temps/fréquence », « masses » et « température » ;
  - Proposer des instituts désignés publics ou privés qui gèrent une grandeur du système international d’unités de mesure (SI) ;
  - Représenter le Luxembourg auprès des organismes européens et internationaux de métrologie industrielle et scientifique (EURAMET, BIPM).
- Métrologie scientifique
  - Les Technologies de l'Information et de la Communication (TIC) considérées comme hautes technologies nécessitent des moyens de mesure et des références toujours plus précises. Il est prévu de développer des activités de recherche avant tout basée sur l’horloge atomique et son utilisation dans les TIC et les secteurs des hautes technologies telles que le spatial, la géolocalisation et les télécommunications.

Il est soutenu par l'Agence pour la normalisation et l'économie de la connaissance.

## Représentations européennes et internationales
À l'échelle européenne, l'ILNAS est membre du Comité européen de normalisation, du Comité européen de normalisation électrotechnique et de l'Institut européen des normes de télécommunication. 
À l'échelle internationale, il est membre de l'Organisation internationale de normalisation et de la Commission électrotechnique internationale. 